# Le Chenal de Gravelines, en direction de la mer
Le Chenal de Gravelines, en direction de la mer est une peinture à l'huile sur toile  de 73 × 93 cm réalisée en 1890 par le peintre français Georges Seurat.
Le tableau est conservé au Musée Kröller-Müller d'Otterlo, aux Pays-Bas.